# Estádio Antônio Mariz
L'Estadio Municipal Governador Antônio Mariz, noto anche con l’appellativo portoghese di Marizão, è uno stadio situato nel comune di Sousa, nello stato di Paraíba, in Brasile. Viene utilizzato principalmente per le partite di calcio e ospita le partite casalinghe del Sousa, il quale milita nel Campionato Paraibano.  

## Inaugurazione
I lavori di costruzione iniziarono nel 1994 e terminarono nel 1996. Lo stadio venne intitolato in onore del politico e sindaco di Sousa, Antônio Marques da Silva Mariz, noto più semplicemente come Antônio Mariz. Fu ristrutturato due volte tra il 1995 e il 1996, ed infine acquistato dal Sousa Esporte nel 1997.

## Partite importanti
Alcune delle partite più importanti giocate al Marizão furono:
- Sousa Esporte 0 - 1 Flamengo-RJ (Copa do Brasil, 1995)

- Vitoria Esporte 4 - 1 Sousa Esporte (Copa do Brasil, 2008)

- Atletico de Cajazeiras 1 - 3 Sousa Esporte (Copa do Brasil, 2008)

- Sousa Esporte 0 - 0 Vasco da Gama Futebol (Copa do Brasil, 2010)

## Brand e sponsor
I brand e gli sponsor di questo stadio sono:
- Betino (sponsor di Sousa Esporte)
- Supermercado Mais Rodrigues (sponsor di Sousa Esporte)
- Hora 10 (sponsor di Sousa Esporte)
- Detran Paraíba (sponsor di Sousa Esporte)
- Laticinios Santo Expedito (sponsor di Sousa Esporte)
- New Ótica Prime (sponsor di Sousa Esporte)
- Jayná Alimentos (sponsor di Sousa Esporte)
- Redepharma (sponsor di Sousa Esporte)